# Narcisse Girard
Pour les articles homonymes, voir Girard.
Narcisse Girard, né le 28 janvier 1797 à Mantes et mort à Paris le 16 janvier 1860, est un chef d'orchestre et compositeur français.

## Biographie
Girard fut un élève de Pierre Baillot (violon, remportant le premier prix en 1820), et d'Anton Reicha au Conservatoire. Après avoir terminé ses études, il se rendit en Italie pour une année pour parfaire sa formation musicale. Après avoir conduit des orchestres à l'hôtel de ville de Paris, Girard est devenu le chef d'orchestre de l'Opéra italien (1830-1832). Il a été chef d'orchestre à l'Opéra-Comique de 1837 à 1846, puis de l'Opéra de Paris, où il a conduit l'orchestre des premières du Prophète et Sapho. Girard dirigea la première exécution d’Harold en Italie d'Hector Berlioz, à la salle du Conservatoire, le 23 novembre 1834, avec Chrétien Urhan (alto).
Le 30 octobre 1849, Girard a conduit le requiem de Mozart dans le cadre du service funèbre de Frédéric Chopin.
Du 18 octobre 1848 au 17 janvier 1860, Girard a été le chef d'orchestre de la Société des Concerts du Conservatoire, dirigeant plus de 100 concerts.
Girard a été un professeur de violon au Conservatoire de Paris, où parmi ses élèves, il eut Jules Danbé, Charles Lamoureux et Édouard Colonne.
Narcisse Girard était chevalier de la Légion d'honneur.
Il est mort dans la nuit du 16 au 17 janvier 1860, durant une représentation des Huguenots qu'E. Deldevez (2e chef) acheva de diriger. Il a été enterré au cimetière de Montmartre à Paris.